# ロスピタレ (アルプ＝ド＝オート＝プロヴァンス県)
ロスピタレ （L'Hospitalet）は、フランス、プロヴァンス＝アルプ＝コート・ダジュール地域圏、アルプ＝ド＝オート＝プロヴァンス県のコミューン。

## 地理

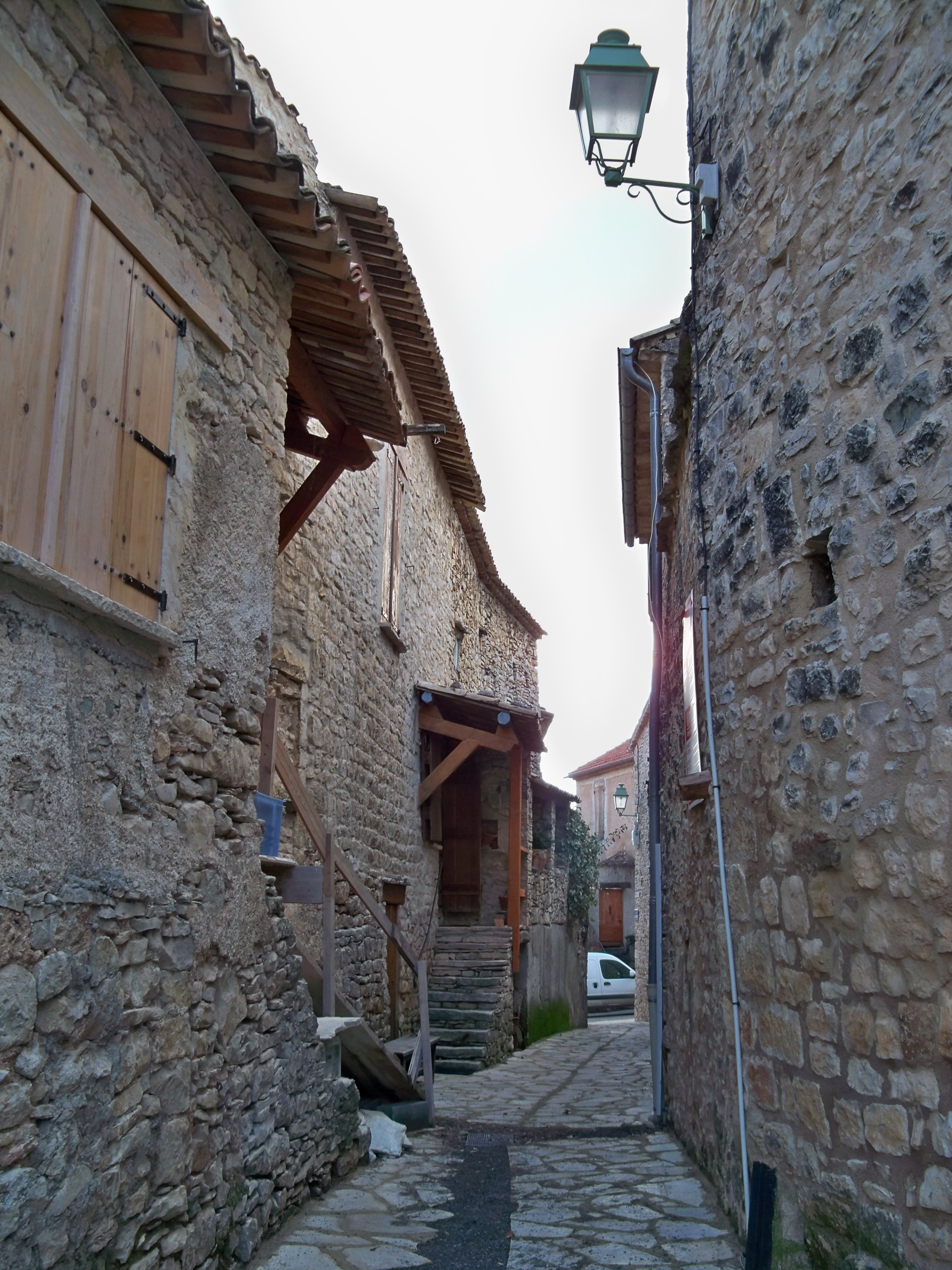
ミストラルから住宅を守るために通りは狭い

コミューンは標高880mの地点にある。村は高原から吹きおりるミストラル風にさらされている。
コミューンは、リュール山地の一部、サンビュゲ山のふもとに位置している。コミューンの北、サン・ヴァンサン峠は、ジャブロン谷における、フォルカルキエからサン・ヴァンサンまでの古くからの道であった。高山地帯であるコントラ高原は、カシの森で覆われた南側の丘陵やクリが根付いた南西部、東側の珪質陥没穴とは対照的である。
ロスピタレを、全長約14kmのラヴァン・ド・ラ・コンブ・クリュ川が横断する。
コミューンは、面積の約半分に相当する980ヘクタールが森林である。
ロスピタレは高プロヴァンス地方に属し、内陸性の地中海性気候の恩恵を受けている。夏は暑いが冬は涼しく頻繁に霜が降りる。リュール山地によってコミューンは守られているが、時に激しくミストラルが吹く。シロッコはまれにしか起きない。

## 由来
定住地は1200年代に書かれた公文書に初めて登場する（Espitalum）。この用語はプロヴァンス語でespital、病院である。聖ヨハネ騎士団を参考にしているので小さな病院を意味するのではない。

## 歴史
村で見つかった唯一のガロ・ローマ時代の遺構は、青銅でできたラバである。古代、ガリア系のソギオンティ族がリュール山地に定住し、のちに同じガリア系のウォコンティイ族と融合した。ガリア戦争後、彼らはローマ属州ガリア・ナルボネンシスと結び付けられた。2世紀、これらの人々はウォコンティイ族から切り離され、首都セギュステロ（現在のシストロン)と同じく、異なる市民意識を持つようになった。
12世紀より前から村は、ジローヌ（Girone）の名で存在し、のち聖ヨハネ騎士団に与えられた。ロスピタレという名が村に与えられた。これは12世紀終わりから聖ヨハネ騎士団の病院が設置されたためである。2つの日付が掲示されている。1つは1160年、残りは1250年である。しかし、彼らの修道院の所有物は12世紀初頭に確認され、我々は騎士団の村の寄付の日付を知ることができる。最初の建物であるcastrum de Hospitalariiの建設に従事したのは、マノスクの聖ヨハネ騎士団員であった。
Espitaletumはしたがって、ラルディエールにハンセン病患者病院を開いた聖ヨハネ騎士団傘下小修道院の本拠地であった。シミアーヌ家は13世紀から領主であり、この領地はソマヌ（現在はコミューン）とつながりがあった。共同体はフォルカルキエの司法管区に属した。15世紀終わり、村には2つしか竈がなく、またおそらく9人の定住者がいた。
住民たちは自らの自治を購入した。フランス革命の間、コミューンは1792年暮れに創設された愛国者党を抱えていた。19世紀半ばの村には225人の人口があり、その後徐々に人口が減少していった。
フランス第2共和政に対してルイ・ナポレオン・ボナパルトが起こした1851年12月2日のクーデターでは、憲法を守るためにバス・ザルプ県でも武装蜂起があった。蜂起が失敗した後、共和国防衛に立ち上がった人々に厳しい弾圧が続いた。ロスピタレ住民3人が合同委員会に提起している。
県の多くのコミューンと同様に、ジュール・フェリー法が施行される以前からロスピタレは学校を採用していた。
20世紀半ばまで、ロスピタレではワイン用のブドウ栽培が行われていた。生産されたワインは品質が低く、大量消費用であった。ワイン製造の伝統は現在廃れてしまっている。同様に、19世紀に栽培の標高の限界であるわずかな面積で栽培されていたオリーブの木も、いまや消えうせてしまった。

## 経済
2009年時点で、ロスピタレの労働者は失業中の8人を含めて40人であった。こうした労働者はほとんどが従業員で、主にコミューンの外で働いている。
ロスピタレの農家はAOC認定されたラベルを4つ持っている。ラベンダー精油（Huile essentielle de lavande de Haute-Provence）、バノン・チーズ、オリーブオイル（fr:Huile d'olive de Provence AOC、fr:Huile d'olive de Haute-Provence）である。地理的表示保護ラベル（IGP）は20持っており、ヒトツブコムギ、コムギ、プロヴァンス産ハチミツ、シストロン産ラム肉、ドローム産鶏肉が含まれる。

## 人口統計
| 1962年 | 1968年 | 1975年 | 1982年 | 1990年 | 1999年 | 2007年 | 2012年 |
| ------ | ------ | ------ | ------ | ------ | ------ | ------ | ------ |
| 32     | 49     | 33     | 52     | 58     | 78     | 88     | 89     |

情報源 = EHESS, 1968年以降INSEE ·  · 

## 史跡
ジロン集落は19世紀半ばにまだ人が住んでいたが、廃墟となった。13世紀まで教区教会だったサン・ミシェル礼拝堂、3箇所の泉があった（現在は消滅）。シャン・ド・ラマン集落は常に水をたたえた洗濯場を維持している。
教区教会であるサン・ジャン・バティスト教会は、本質的に13世紀に建てられたものだが1865年に再建されている。そこには12世紀からの日付が残る一部、そして聖ヨハネ騎士団が建てた最初の小修道院の唯一の遺構が残る。

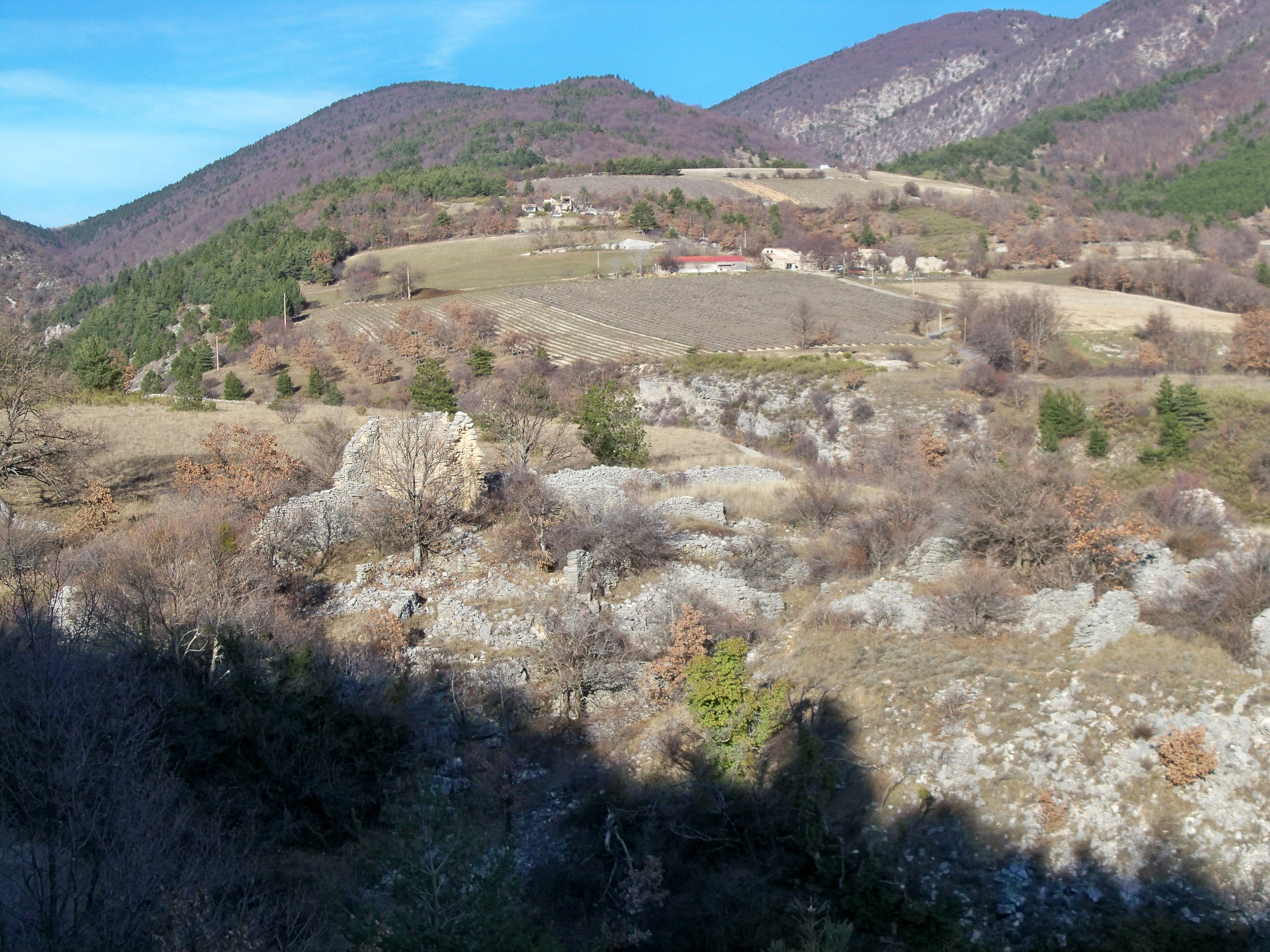
ジロン集落の廃墟
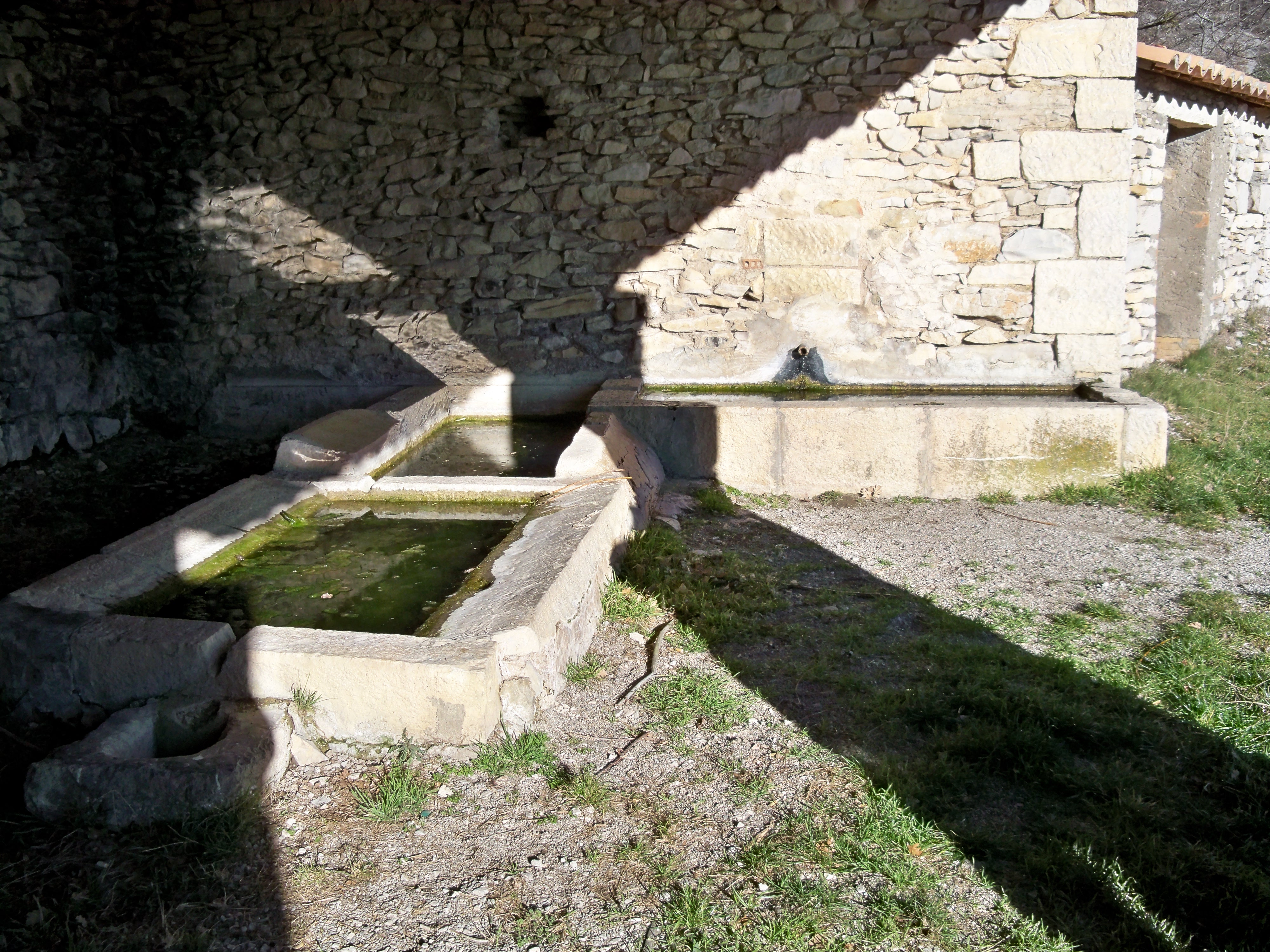
シャン・ド・ラマン集落の洗濯場
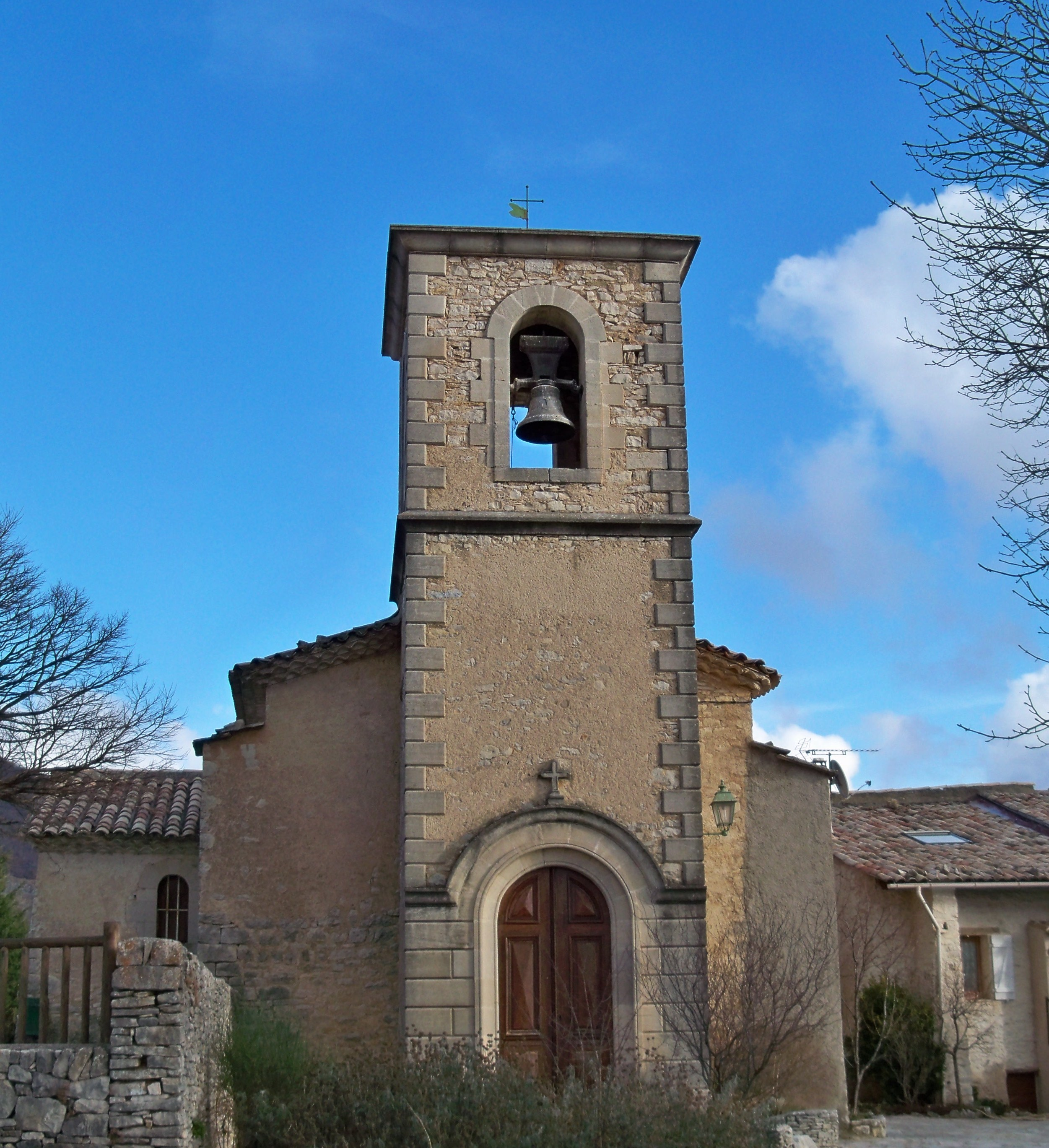
サン・ジャン・バティスト教会
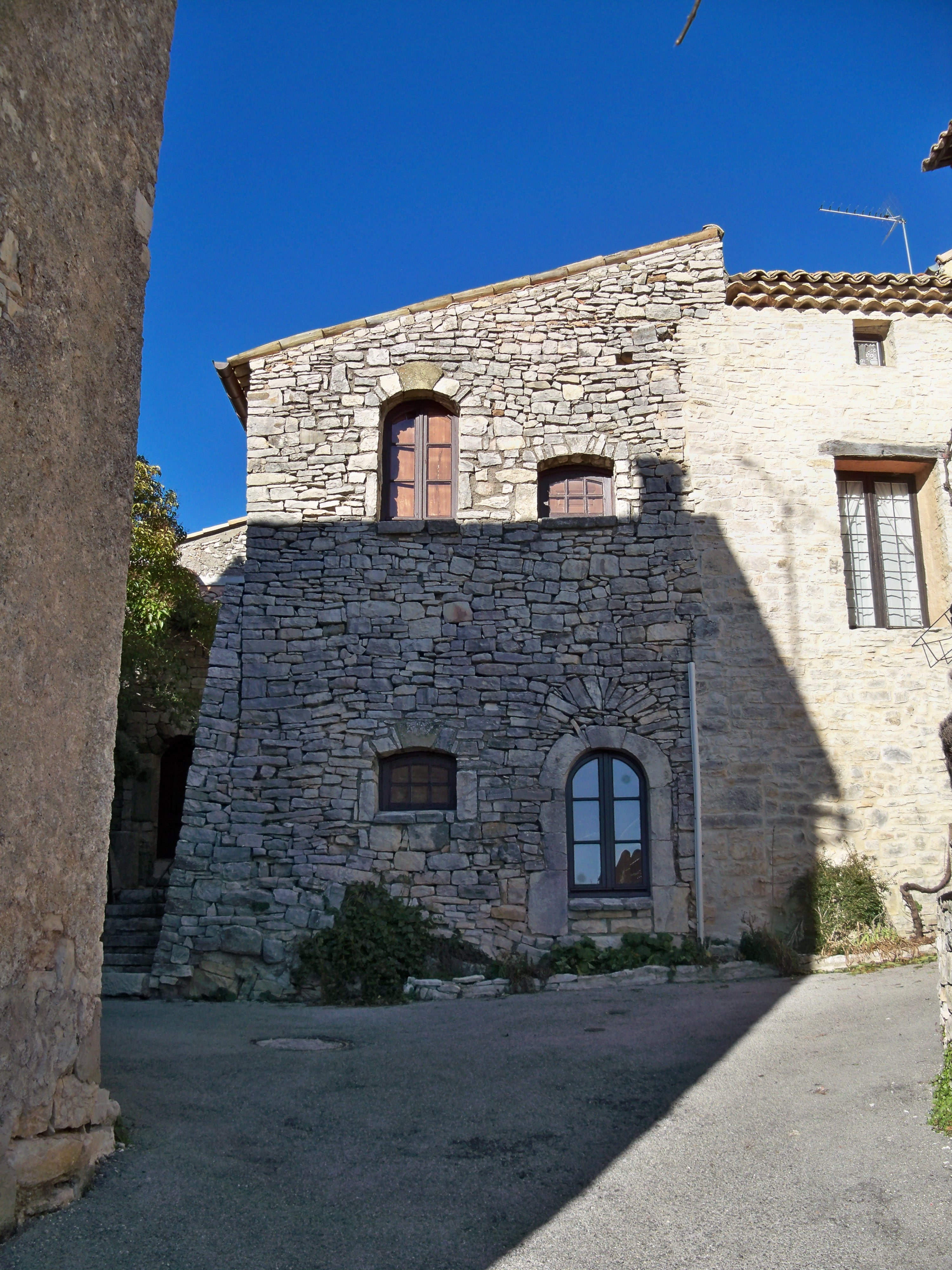
ロスピタレ最古の住宅の1つ
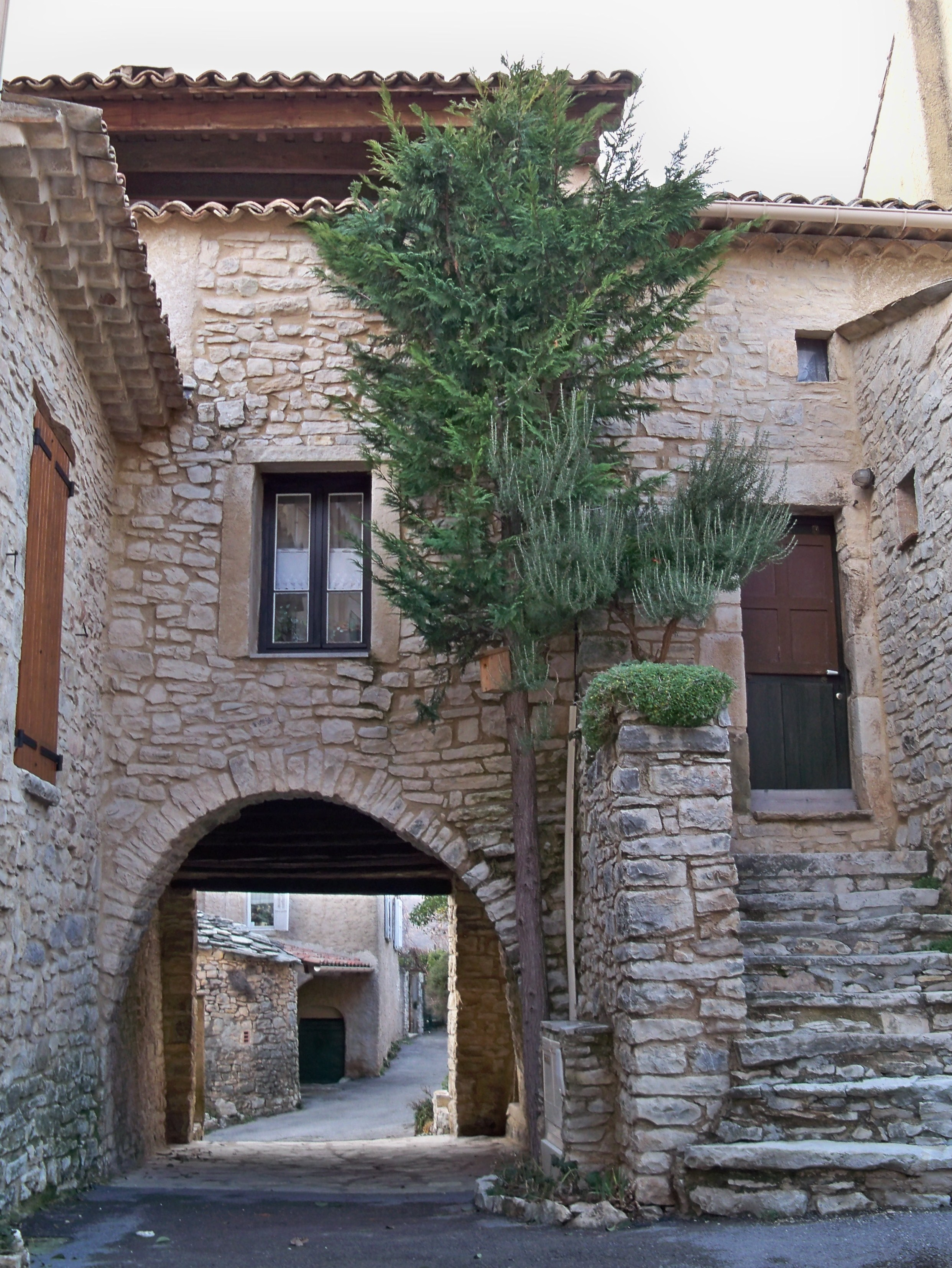
アンドルヌと呼ばれる歩道

### 伝統的な定住地
伝統的なプロヴァンスの定住地の様々な形態が、コミューンで見られる。天井に高さのある住宅では人と家畜が同じ屋根の下で暮らしていただけでなく、丘の上に他から孤立してたつ住宅もあった。19世紀には村の外側にも住宅がたった。こうした建物は全て、農業のニーズに合わせて考案されている。果物を干すためのテラス、干草や穀物を振るう屋根裏部屋などである。

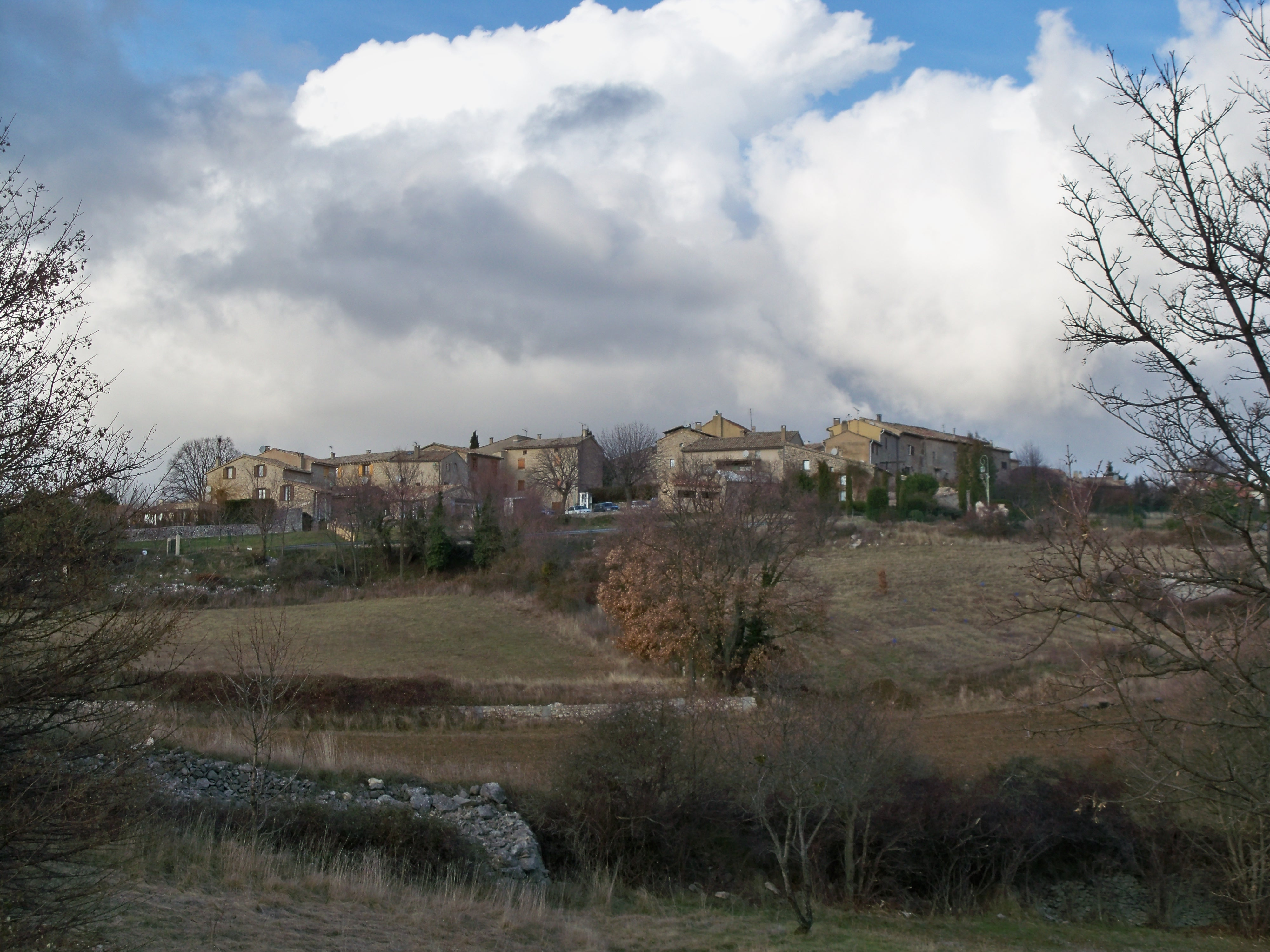
住宅の正面ファサードは要塞を形成する
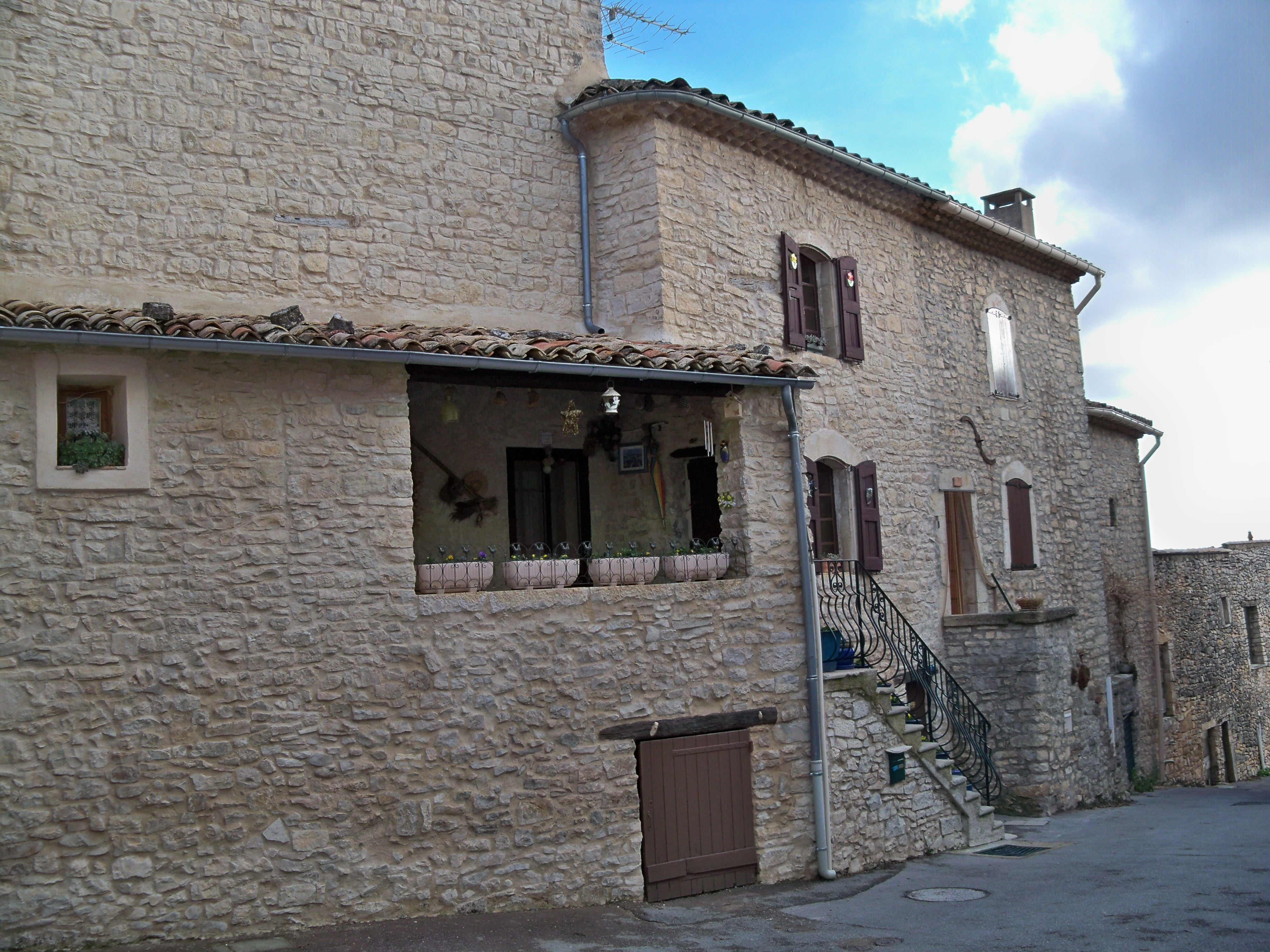
18世紀の住宅
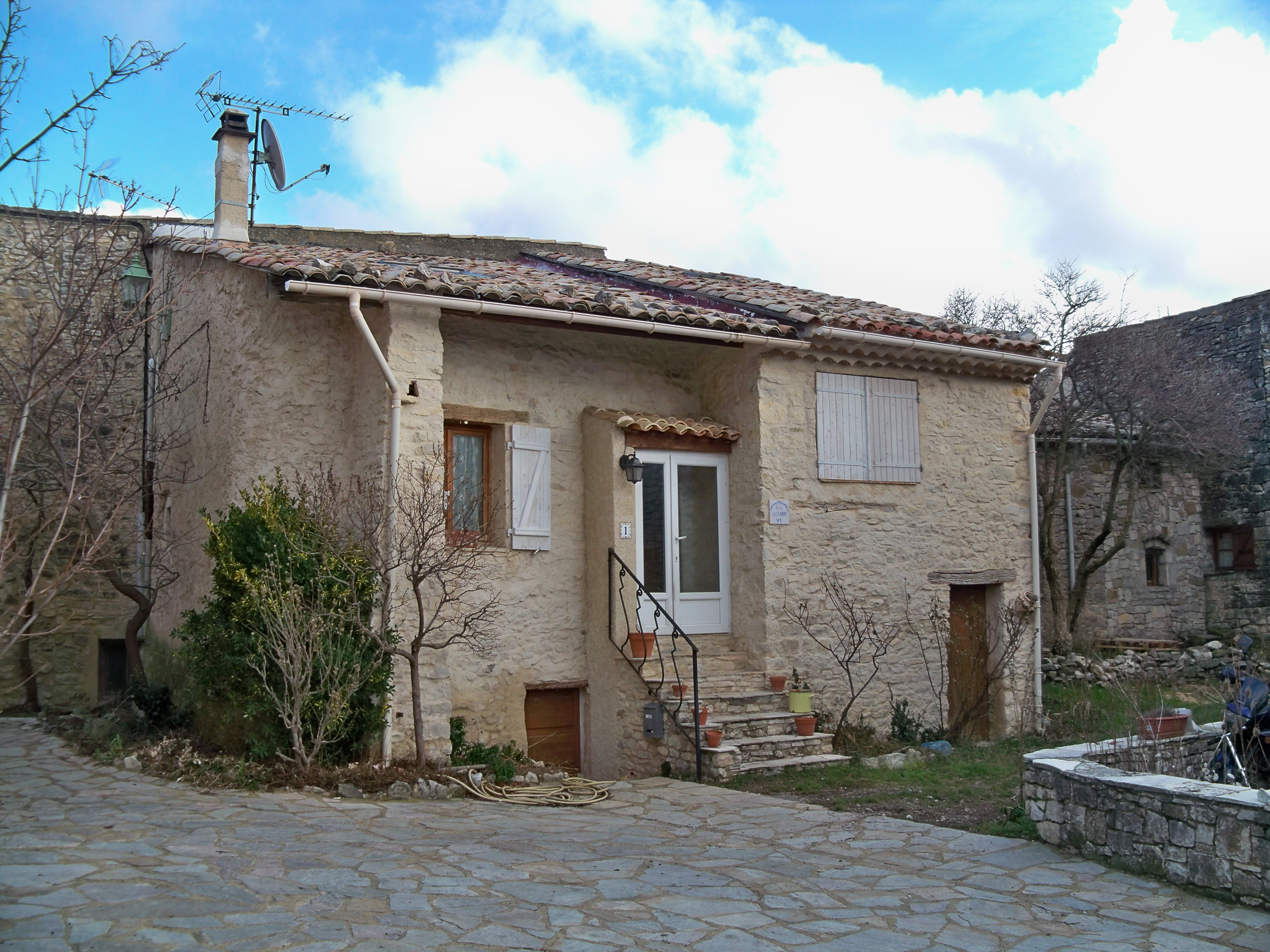
伝統的な建築法で建てられた現代の住宅
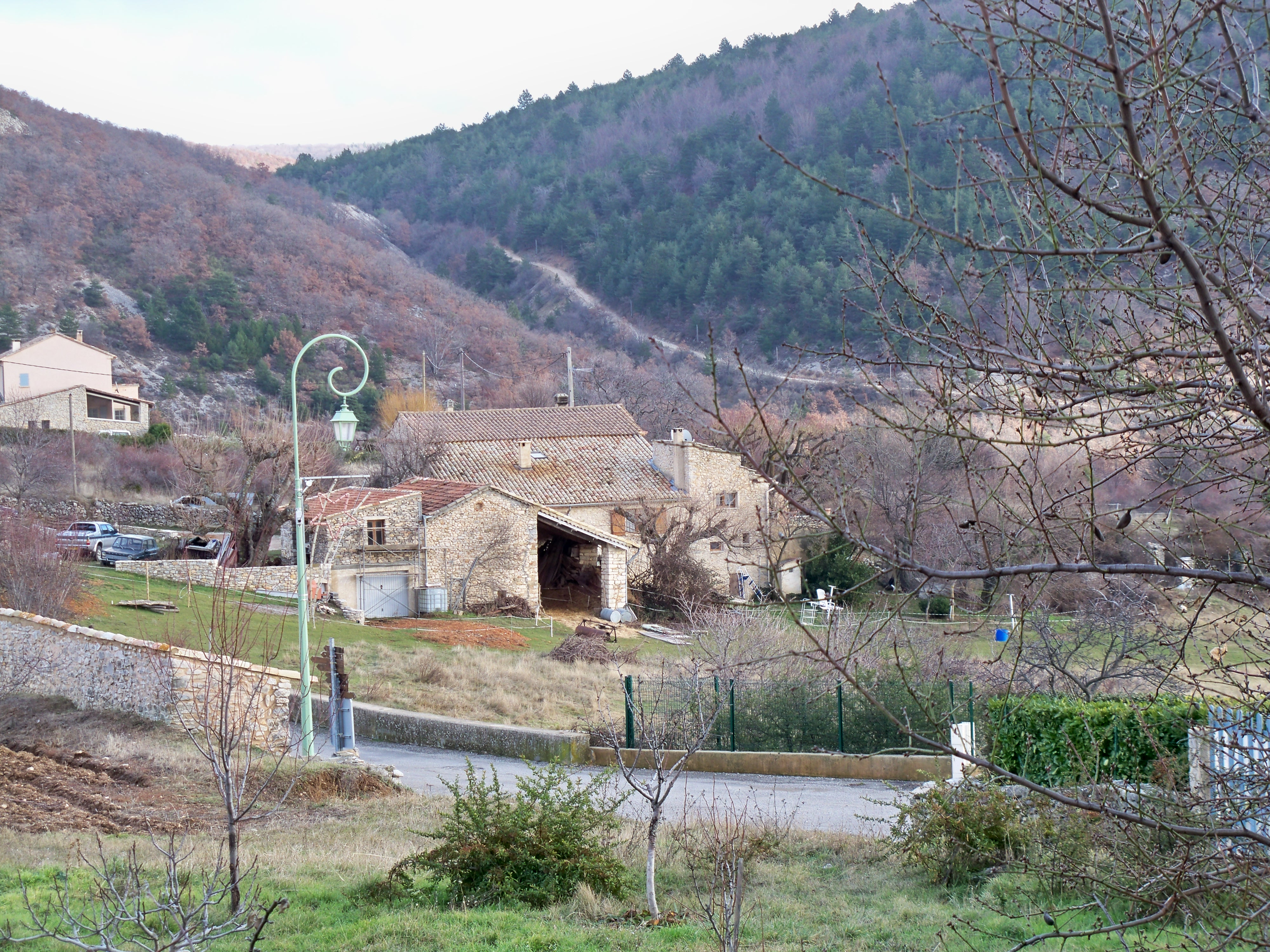
村の入り口にある大きな農場
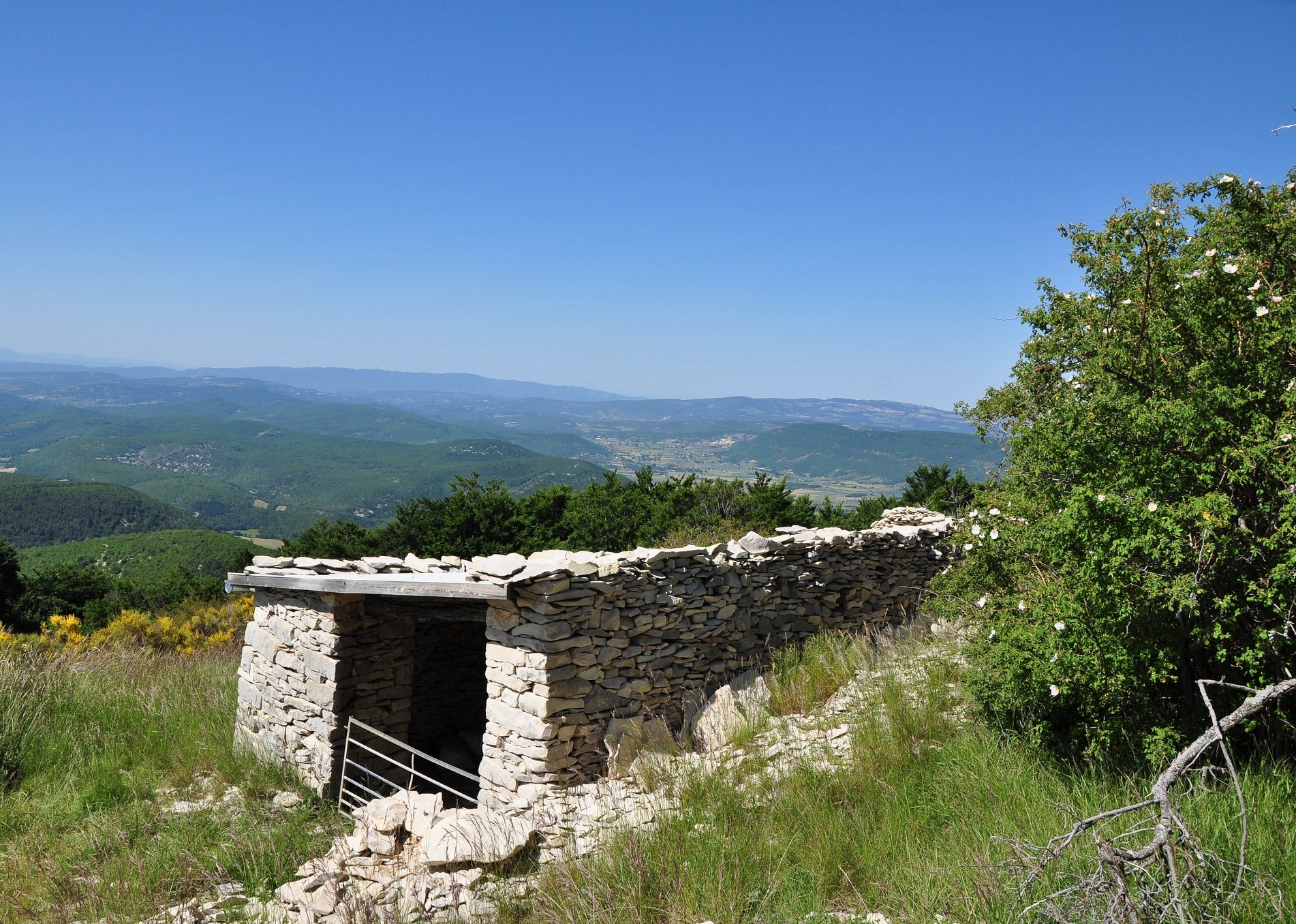
ヒツジ小屋
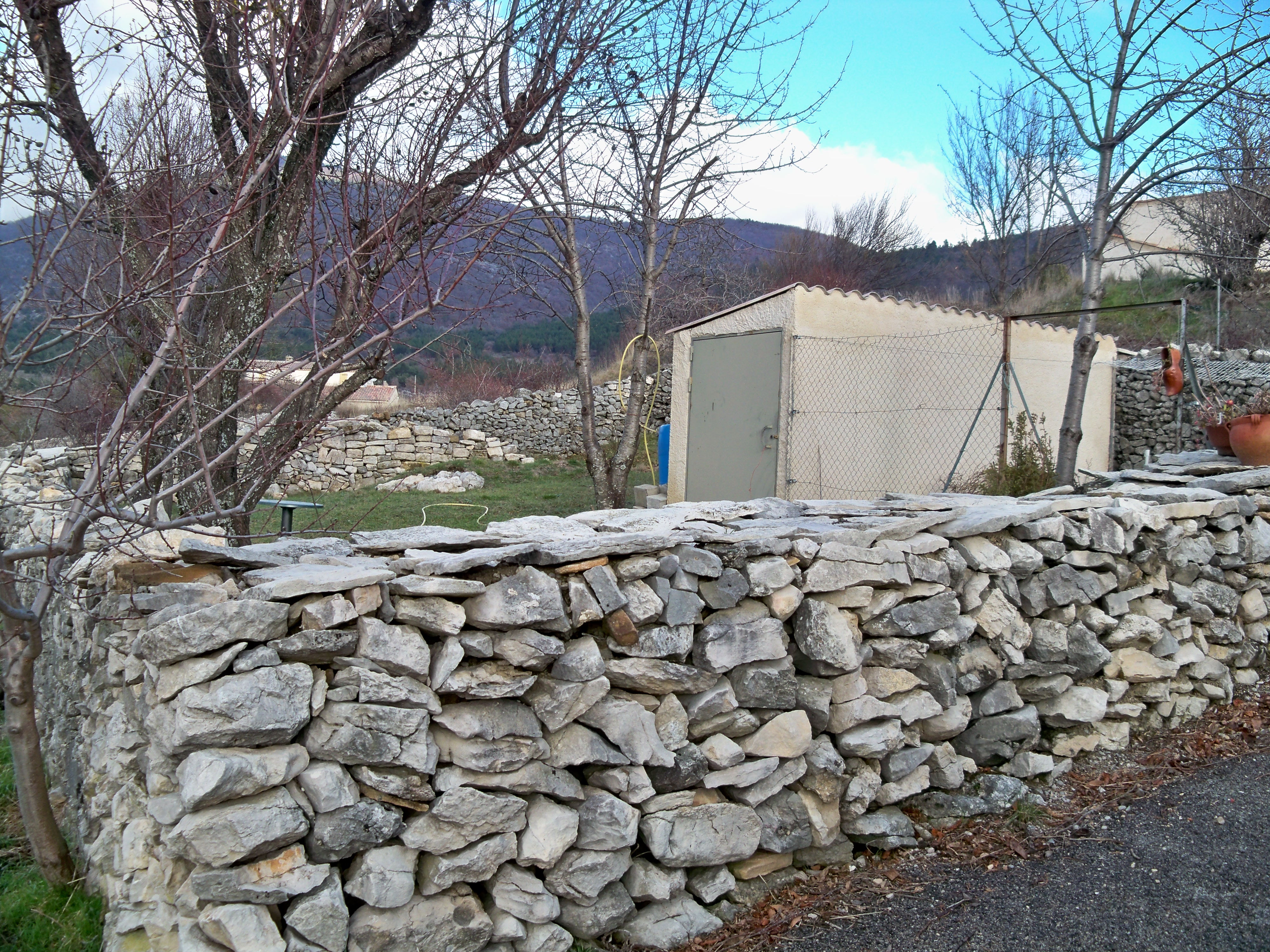
物置小屋
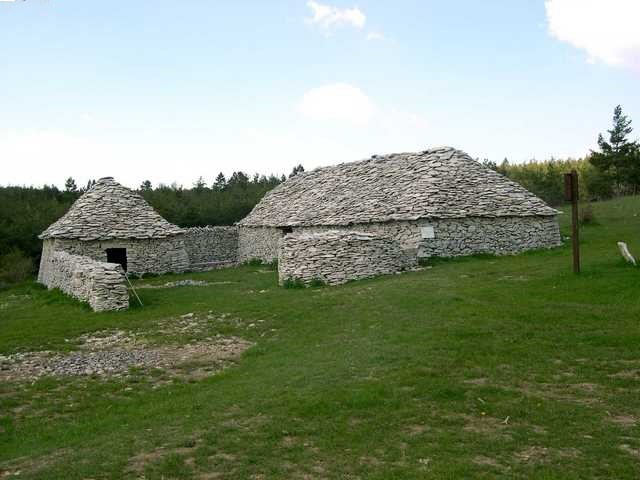
石を積み重ねたヒツジ小屋

## 文献
- fr:Jean-Joseph-Maxime Féraud [in フランス語] (2002) [1861]. L'Histoire, la Géographie et la Statistique des Basses-Alpes. Lacour, Rediviva, Nîmes. ISBN 2841492346。
- Sous la direction d’Édouard Baratier, Georges Duby, et Ernest Hildesheimer, Atlas historique. Provence, Comtat Venaissin, principauté d’Orange, comté de Nice, principauté de Monaco, Paris, Librairie Armand Colin, 1969 (notice BnF no FRBNF35450017h)
- Raymond Collier, La Haute-Provence monumentale et artistique, Digne, Imprimerie Louis Jean, 1986, 559 p.
- fr:Fernand Benoit, La Provence et le Comtat Venaissin. Arts et traditions populaires, Éd. Aubanel, 1992, ISBN 2-70060061-4
- Patrick Ollivier-Elliott (1996). Terres de Sault, d'Albion et de Banon. Édisud, Aix-en-Provence. ISBN 2-85744859-7。